# Стрелец, Дмитрий Лаврентьевич
Дмитрий Лаврентьевич Стрелец (1920—1998) — советский офицер-пехотинец в годы Великой Отечественной войны, Герой Советского Союза (24.03.1945). Гвардии капитан.

## Биография
Дмитрий Стрелец родился 1 сентября 1920 года в деревне Гордеевка. После окончания семи классов школы работал помощником машиниста паровоза на станциях Сучан и Лазо в Приморье. 
В июне 1941 года был призван на службу в Рабоче-крестьянскую Красную Армию. В 1942 году он окончил Владивостокское пехотное училище. С мая того же года — на фронтах Великой Отечественной войны. Воевал в составе 47-й стрелковой дивизии на Юго-Западном фронте. С 1943 года командовал взводом в 79-й гвардейской стрелковой дивизии 8-й гвардейской армии на Юго-Западном, 3-м Украинском и на 1-м Белорусском фронтах. Участвовал в Изюм-Барвенковской, Донбасской, Запорожской, Днепропетровской, Березнеговато-Снигирёвской, Одесской, Люблин-Брестской наступательных операциях и в сражениях на Магнушевском плацдарме. В боях был два раза ранен.
В январе 1945 года командир стрелкового взвода 220-го гвардейского стрелкового полка (79-я гвардейская стрелковая дивизия, 28-й гвардейский стрелковый корпус, 8-я гвардейская армия, 1-й Белорусский фронт гвардии лейтенант Дмитрий Стрелец совершил выдающийся подвиг в ходе Висло-Одерской наступательной операции. В первые дни наступления, 14 и 15 января 1945 года, взвод Стрельца участвовал в прорыве немецкой обороны с Магнушевского плацдарма на западном берегу Вислы (Польша). В тех боях Стрелец со своими товарищами уничтожил 4 пулемёта и более 50 солдат и офицеров противника, в критический момент боя заменил собой выбывшего из строя командира роты и успешно ей руководил. Через несколько дней во главе этой же роты он с ходу переправился через реку Варта под Познанью и продвинулся на три километра к западу, освободив населённый пункт. Противник предпринял несколько контратак, но рота Стрельца успешно их отразила, уничтожив около 80 немецких солдат и офицеров.
Указом Президиума Верховного Совета СССР от 24 марта 1945 года «за образцовое выполнение боевых заданий командования на фронте борьбы с немецкими захватчиками и проявленные при этом отвагу и геройство» гвардии лейтенанту Дмитрию Лаврентьевичу Стрельцу присвоено звание Героя Советского Союза с вручением ордена Ленина и медали «Золотая Звезда» за номером 7690.
В завершающие месяцы войны участвовал в сражениях на Кюстринском плацдарме и в Берлинской наступательной операции.
В 1946 году в звании гвардии капитана Д. Стрелец был уволен в запас. С 1953 года проживал в Уральске. Служил в органах МВД СССР начальником военизированной команды вневедомственной охраны Управления внутренних дел по Уральской области Казахской ССР. Затем длительное время трудился начальником Уральского областного комитета профсоюза местной промышленности. С 1975 года на пенсии. Его воспоминания о войне неоднократно печатались в местной прессе.
Умер 11 декабря 1998 года.

## Награды
- Герой Советского Союза (Указ Президиума Верховного Совета СССР от 24 марта 1945 года):
  - орден Ленина № 52230,
  - медаль «Золотая Звезда» № 7690;
- орден Отечественной войны I степени (11.03.1985)[6];
- орден Красной Звезды (2.09.1943)[7];
- Медаль «За оборону Сталинграда» (1942)[8];
- Ряд других медалей СССР[4].